# Baboon Islands
Baboon Islands ist eine Gruppe mehrerer Binneninseln des Gambia-Flusses im westafrikanischen Staat Gambia.

## Geographie
Die ungefähr 7,5 km lange und 0,5 km breite sichelförmige Hauptinsel liegt rund 19 Flusskilometer flussabwärts der Stadt Janjanbureh. Zu der 585 Hektar großen Inselgruppe gehören vier weitere größere Inseln und zwei kleine Eilande. Als Vegetationstyp herrscht tropischer Regenwald vor, hier in Form eines Galeriewaldes.
Die Inseln gehören zum River Gambia National Park, der sich weiter am Ufer des Flusses fortsetzt. In diesem Schutzgebiet auf Baboon Islands wurden 1979 wieder Schimpansen ausgewildert, die vorher im Abuko Nature Reserve aufgezogen wurden.  Zum Schutz der Tiere und Besucher ist das Betreten der Inseln nicht erlaubt, Ausnahmen sind nur mit behördlicher Genehmigung möglich. Selbst die Umrundung mit Booten wurde 1998 drastisch eingeschränkt.  Ihren Namen hat die Inselgruppe auf Grund der dort endemischen Baboons, einer Unterart der Paviane.
| Insel             | Größe       |
| ----------------- | ----------- |
| Baboon Island I   | 435 Hektar  |
| Baboon Island II  | 77 Hektar   |
| Baboon Island III | 53 Hektar   |
| Baboon Island IV  | ~ 10 Hektar |
| Baboon Island V   | ~ 10 Hektar |